# Gravitomagnetisme

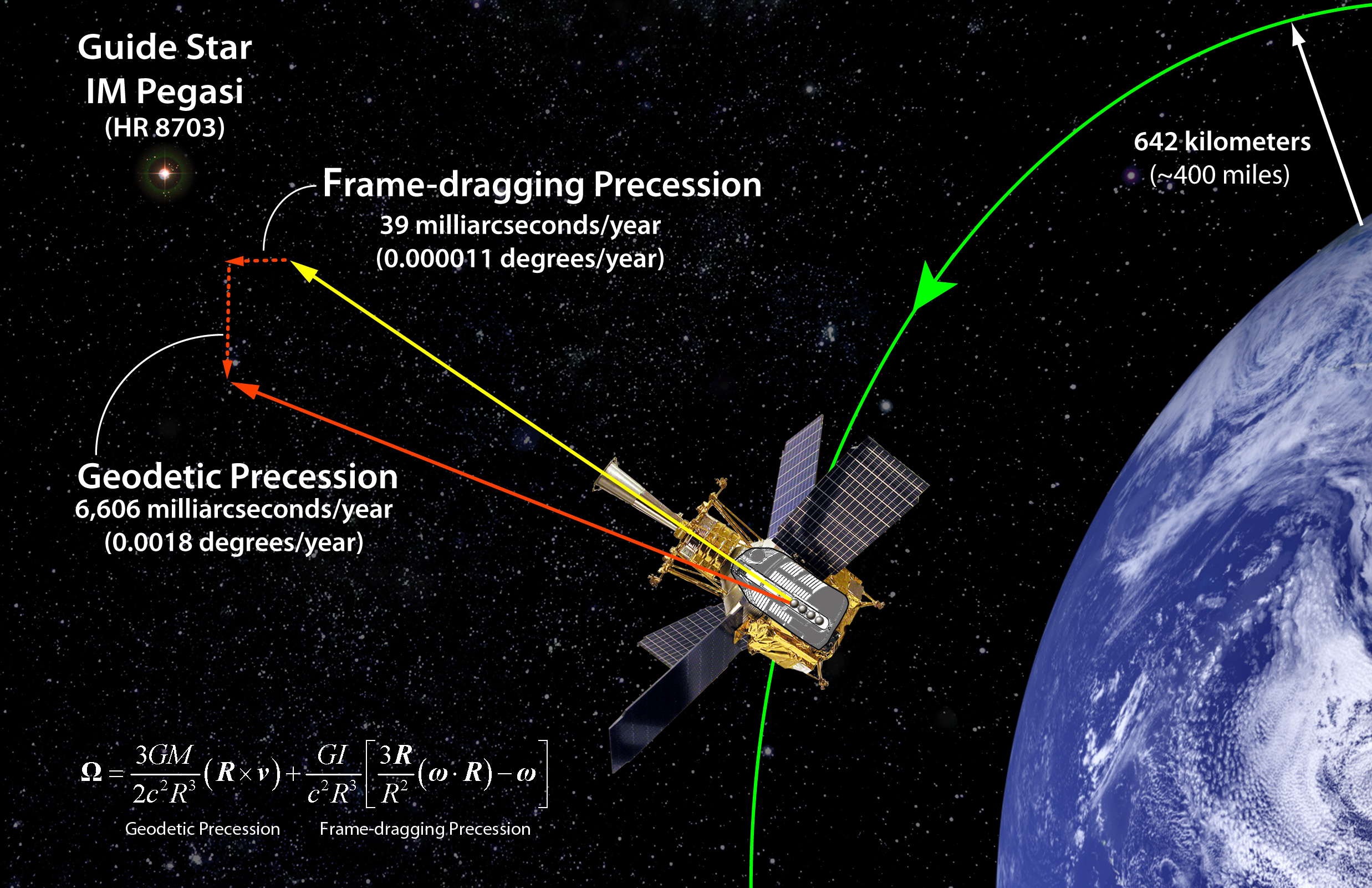
Diagrama respecte a la confirmació del gravitomagnetisme per la Gravity Probe B

El Gravitomagnetisme, (algunes vegades conegut com a gravitoelectromagnetisme, abreujat GEM), es refereix a un conjunt d'analogies formals entre les equacions per l'electromagnetisme i la gravitació relativista; específicament: entre les equacions de Maxwell i una aproximació, vàlida en determinades condicions, a les equacions de camp d'Einstein de la relativitat general. El Gravitomagnetisme és un terme àmpliament utilitzat en referència específicament als efectes cinètics de la gravetat, en analogia als efectes magnètics de càrrega elèctrica en moviment. La versió més comuna de GEM és només és vàlida de lluny de fonts d'aïllats, i per moure’s lentament el test de partícules.
L'analogia i les equacions que només difereixen en alguns petits factors van ser publicades per primera vegada el 1893, abans de la relativitat general, per Oliver Heaviside com una teoria separada en expansió de la llei de Newton.

## Antecedents
Aquesta reformulació aproximada de la gravitació com descriu per la relativitat general en el límit de camp feble fa que un camp aparent aparegui en un marc de referència diferent de la d'un cos inercial que es mou lliurement. Aquest camp aparent pot ser descrita per dos components que actuen respectivament com els camps elèctrics i magnètics de l'electromagnetisme, i per analogia aquests són anomenats els camps gravitoelèctrics i gravitomagnètics, ja que aquests sorgeixen de la mateixa manera al voltant d'una massa que una càrrega elèctrica en moviment és la font de camps elèctrics i magnètics. La principal conseqüència del camp gravitomagnètic, o una acceleració depenent de la velocitat, és que un objecte que es mou al voltant d'un objecte massiu que gira experimentarà una acceleració no prevista per un camp gravitatori (gravitoelèctric) purament newtonià. Les prediccions més subtils, com la rotació induïda d'un objecte que cau i la precessió d'un objecte que gira es troben entre les últimes prediccions bàsiques de la relativitat general per provar directament.
Validacions indirectes d'efectes gravitomagnètics han estat derivats a partir d'anàlisis de jets relativistes. Roger Penrose havia proposat un marc de mecanisme d'arrossegament per a l'extracció de l'energia i l'impuls de forats negres en rotació. Reva Kay Williams, la Universitat de Florida, va desenvolupar una prova rigorosa que va validar el mecanisme de Penrose. El seu model va mostrar com podria explicar l'efecte Lense-Thirring per a les energies elevades observades i lluminositats dels quàsars i nuclis de galàxies actius; els jets col·limats sobre el seu eix polar; i els raigs asimètrics (en relació amb el pla orbital). All of those observed properties could be explained in terms of gravitomagnetic effects. L'aplicació de Williams del mecanisme de Penrose es pot aplicar als forats negres de qualsevol mida. Els jets relativistes poden servir com la forma més gran i més brillant de validacions per al gravitomagnetisme.
Un grup de la Universitat Stanford es troba analitzant les dades de la primera prova directa de GEM, el satèl·lit l'experimental Gravity Probe B, per veure si són compatibles amb el gravitomagnetisme. L'Apache Point Observatory Lunar Laser-ranging Operation també planeja observar els efectes del gravitomagnetisme.

## Equacions
D'acord amb la relativitat general, el camp gravitatori produït per un objecte en rotació (o qualsevol rotació de massa-energia), pot, en un cas límit en particular, ser descrit per les equacions que tenen la mateixa forma que en l'electromagnetisme clàssic. A partir de l'equació bàsica de la relativitat general, l'equacions de camp d'Einstein, i se suposa que té un camp gravitatori o raonablement pla feble espaitemps, els anàlegs gravitacionals a les equacions de Maxwell per a l'electromagnetisme, anomenades les "equacions de GEM", es poden derivar. Les equacions de GEM en comparació amb les equacions de Maxwell en unitats SI:
| GEM equations | Maxwell's equations |
| --- | --- |
| {\displaystyle \nabla \cdot \mathbf {E} _{\text{g}}=-4\pi G\rho _{\text{g}}\ } | {\displaystyle \nabla \cdot \mathbf {E} ={\frac {\rho }{\epsilon _{0}}}}                                                                             |
| {\displaystyle \nabla \cdot \mathbf {B} _{\text{g}}=0\ } | {\displaystyle \nabla \cdot \mathbf {B} =0\ } |
| {\displaystyle \nabla \times \mathbf {E} _{\text{g}}=-{\frac {\partial \mathbf {B} _{\text{g}}}{\partial t}}\ }                                                                              | {\displaystyle \nabla \times \mathbf {E} =-{\frac {\partial \mathbf {B} }{\partial t}}\ }                                                            |
| {\displaystyle \nabla \times \mathbf {B} _{\text{g}}=4\left(-{\frac {4\pi G}{c^{2}}}\mathbf {J} _{\text{g}}+{\frac {1}{c^{2}}}{\frac {\partial \mathbf {E} _{\text{g}}}{\partial t}}\right)} | {\displaystyle \nabla \times \mathbf {B} ={\frac {1}{\epsilon _{0}c^{2}}}\mathbf {J} +{\frac {1}{c^{2}}}{\frac {\partial \mathbf {E} }{\partial t}}} |

on:
- Eg és el camp gravitatori estàtic (gravetat convencional, també anomenat gravitoelèctric en l'ús d'anàlegs), en m⋅s−2;
- E és el camp elèctric;
- Bg és el camp gravitomagnètic en s−1;
- B és el camp magnètic;
- ρg és la densitat de massa en kg⋅m−3;
- ρ és la densitat de càrrega:
- Jg és la densitat de corrent de massa o flux de massa (Jg = ρgvρ, where vρ és la velocitat del flux de massa que genera el camp gravitomagnètic), en kg⋅m−2⋅s−1;
- J és la densitat de corrent elèctric;
- G és la constant gravitacional en m³⋅kg−1⋅s−2;
- ε0 és la permitivitat del buit;
- c is és la velocitat de propagació de la gravetat (que és igual a la velocitat de la llum d'acord amb la relativitat general) en m⋅s−1.

### Força de Lorentz
Per a un test de partícula, la massa m és "petita" en un sistema estacionari, la força de la xarxa (Lorentz), que hi actua, degut a un camp que es descriu pel GEM analògic següent en l'equació de força de Lorentz:
| GEM equation | EM equation                                                                             |
| --- | --------------------------------------------------------------------------------------- |
| {\displaystyle \mathbf {F} =m\gamma (\mathbf {v} )\left(\mathbf {E} _{\text{g}}+\mathbf {v} \times \mathbf {B} _{\text{g}}\right)} | {\displaystyle \mathbf {F} =q\left(\mathbf {E} +\mathbf {v} \times \mathbf {B} \right)} |

on:
- v és la velocitat del test de partícula;
- m és la massa en repòs del test de partícula;
- mγ(v) és la massa relativista del test de partícula;
- γ(v) = (1 − v∙v/c²)−1/2 és el factor de Lorentz;
- q és la càrrega elèctrica del test de partícula.

L'acceleració d'una partícula de caiguda lliure és:
{\displaystyle \mathbf {a} =\mathbf {E} _{\text{g}}+\mathbf {v} \times \mathbf {B} _{\text{g}}-{\frac {(\mathbf {E} _{\text{g}}\cdot \mathbf {v} )\mathbf {v} }{c^{2}}}\,}
on sorgeix el terme addicional de diferenciació γ, vegeu secció de la Força en la mecànica relativista.

### Canvi d'escala dels camps
La literatura no adopta una escala uniforme per als camps gravitoelèctrics i gravitomagnètics, on es fa difícil la comparació. Per exemple, per obtenir un acord amb els escrits de Mashhoon, totes les instàncies de Bg a les equacions GEM s'han de multiplicar per −1/2c i Eg per −1.
Aquests factors modifiquen de diverses maneres els anàlegs de les equacions per a la força de Lorentz . No hi ha opció d'escala que permetin que totes les equacions de GEM i EM siguin perfectament anàlogues. La discrepància en els factors sorgeix perquè la font del camp gravitacional és la segona ordre del Tensor d'energia-moment, en oposició a la font del camp electromagnètic sent la primera ordre del tensor quadricorrent actual. Aquesta diferència es fa més clara quan es compara la no invariància de massa relativista a la invariància de càrrega elèctrica. Això es remunta al caràcter spin-2 del camp gravitatori, en contrast amb l'electromagnetisme de ser un camp de spin-1. (Vegeu equacions d'ona relativistes per obtenir més informació sobre "spin-1" i "spin-2" fields).

### Unitats de Planck
De la comparació de les equacions de GEM i les equacions de Maxwell és obvi que -1/(4πG) és l'anàleg gravitacional de permitivitat del buit ε0. L'adopció de les unitats de Planck normalitza G, c i 1/(4πε0) a 1, 
eliminant d'aquesta manera aquestes constants dels dos conjunts d'equacions. Els dos conjunts d'equacions esdevenen idèntics, però per al signe menys que precedeix 4π en les equacions de GEM i un factor de quatre en la llei d'Ampère. Aquests signes negatius es deriven d'una diferència essencial entre la gravetat i l'electromagnetisme: càrregues electroestàtiques de signe idèntic es repel·leixen entre si, mentre que les masses s'atrauen entre si. Per tant, les equacions de GEM són gairebé les equacions de Maxwell amb la massa (o densitat de massa) en substitució de càrrega (o densitat de càrrega), i −G 
la substitució de la constant de força de Coulomb 1/(4πε0).

Hi apareix 4π, tant en el GEM i les equacions de Maxwell, ja que les unitats de Planck es normalitzen a G i 1/(4πε0) a 1, i no 4πG i 1/ε0.

## Efectes d'ordre superior
Alguns efectes gravitomagnètics d'ordre superior poden reproduir els efectes que recorden les interaccions de les càrregues polaritzades més convencionals. Per exemple, si dues rodes es fan girar sobre un eix comú, l'atracció gravitatòria mútua entre les dues rodes serà més gran si es giren en direccions oposades que en la mateixa direcció. Això es pot expressar com un component gravitomagnètic d'atracció o de repulsió.
Els arguments gravitomagnètics també prediuen que una massa flexible o fluid toroïdal sotmès a una acceleració rotacional de l'eix menor (acceleració de la rotació de l'"anell de fum") tendirà a estirar la matèria a través del coll (un cas d'efecte d'arrossegament de la rotació, a través del coll). En teoria, aquesta configuració podria ser utilitzat per accelerar objectes (a través del coll) sense experimentar els objectes cap mena de força g.